# Rivière Serment
Pour les articles homonymes, voir Serment.
```

```

La rivière Serment est un affluent de la rivière Kinojévis, coulant dans la ville Rouyn-Noranda, dans la région administrative du Abitibi-Témiscamingue, au Québec, au Canada.
Le bassin versant de la rivière Serment est desservi par une route forestière.
Annuellement, la surface de la rivière est généralement gelée de la mi-novembre à la fin avril, néanmoins, la période de circulation sécuritaire sur la glace est habituellement de la mi-décembre à la mi-avril.

## Géographie

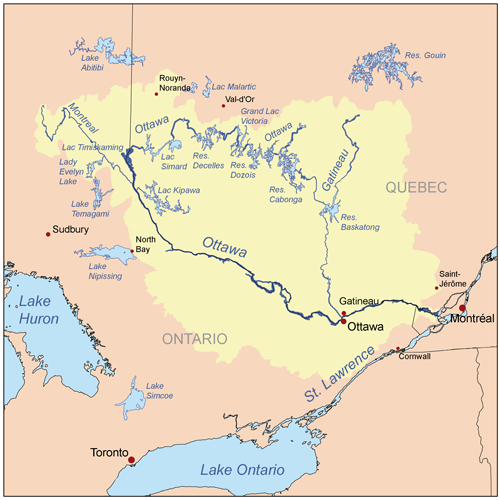
Carte du bassin versant de la rivière des Outaouais.

Les bassins versants voisins de la rivière Serment sont :
- côté nord : lac Vaudray, rivière Vaudray, lac Chassignolle, lac Preissac, rivière Bousquet ;
- côté est : rivière Darlens, rivière Surimau, lac Lemoine (Val-d'Or), rivière Claire (rivière Mourier) ;
- côté sud : rivière des Outaouais, rivière Kinojévis ;
- côté ouest : lac Vaudray, rivière Kinojévis, rivière Vaudray.

La rivière Serment coule vers les Sud, entre la rivière Darlens (situé à l’est) et la rivière Kinojévis (située à l'ouest). La zone de tête de la rivière Serment est entourée par une grande courbe de la rivière Bousquet et de la rivière Vaudray.
À partir de sa source, la rivière Serment coule sur 24,2 km selon les segments suivants :
- 3,2 km vers l’est, jusqu’à un ruisseau (venant du nord) ;
- 5,6 km vers le sud, jusqu’à la décharge du lac Sil (venant de l’est) ;
- 9,1 km vers le sud en coupant une route forestière et en serpentant jusqu’à un ruisseau (venant du sud-est) ;
- 4,5 km vers le sud-ouest, puis le nord-ouest, jusqu’à un ruisseau (venant du nord) ;
- 1,8 km vers le sud-ouest en zone de marais jusqu’à son embouchure[2].

La rivière Serment se déverse sur la rive est de la rivière Kinojévis laquelle coule vers le sud jusqu’à la rive nord de la rivière des Outaouais.

## Toponymie
Le toponyme rivière Serment a été officialisé le 5 décembre 1968 à la Commission de toponymie, soit lors de sa création.